# Jorge Gamboa
Jorge Gamboa Díaz (datas desconhecidas) foi um ciclista chileno que competiu na prova de perseguição por equipes durante os Jogos Olímpicos de Amsterdã 1928.